# روایت بارون مایچوزن از سفرها و جنگ‌های عجیبش در روسیه
روایت بارون مایچوزن از سفرها و جنگ‌های عجیبش در روسیه رمانی دربارهٔ یک اشراف‌زاده خیالی آلمانی است که در سال ۱۷۸۵ توسط رودولف اریش راسپه نوشته شده‌است.
شخصیت اصلی داستان که بارون مایچوزن نام دارد از یک بارون واقعی به نام هایرونیموس کارل فریدریش، فرایهر فون مایچوزن (۱۷۲۰–۱۷۹۷) الهام گرفته شده‌است. فیلم ماجراهای بارن مایچوزن محصول سال ۱۹۸۸ بر اساس این رمان ساخته شده‌است.
داستان رمان دربارهٔ یک اشراف‌زاده آلمانی در قرن هجدهم است که ماجراهای شگفت‌آوری را تجربه می‌کند. او که برای جنگ روسیه و عثمانی راهی قسطنطنیه شده، وارد دربار عثمانی می‌شود، با سلطان دیدار می‌کند، خزانه او را می‌دزدد و از عثمانی فرار می‌کند. محبوس‌شدن بارون مایچوزن در شکم نهنگ از قصه یونس در ادیان ابراهیمی الهام گرفته شده‌است.